# Bundesgartenschau 2007

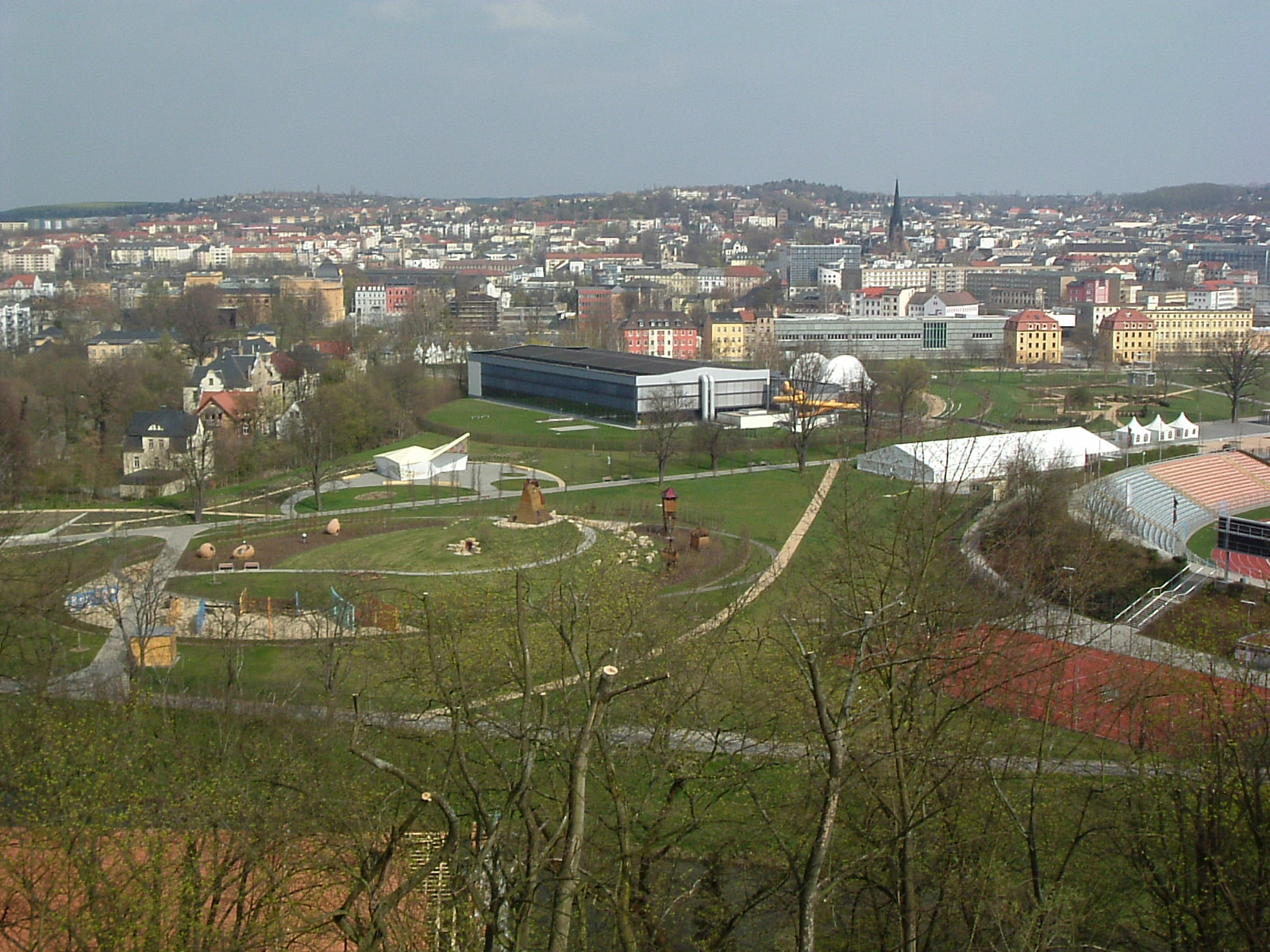
Blick über den Hofwiesenpark in Gera kurz vor Eröffnung der BUGA

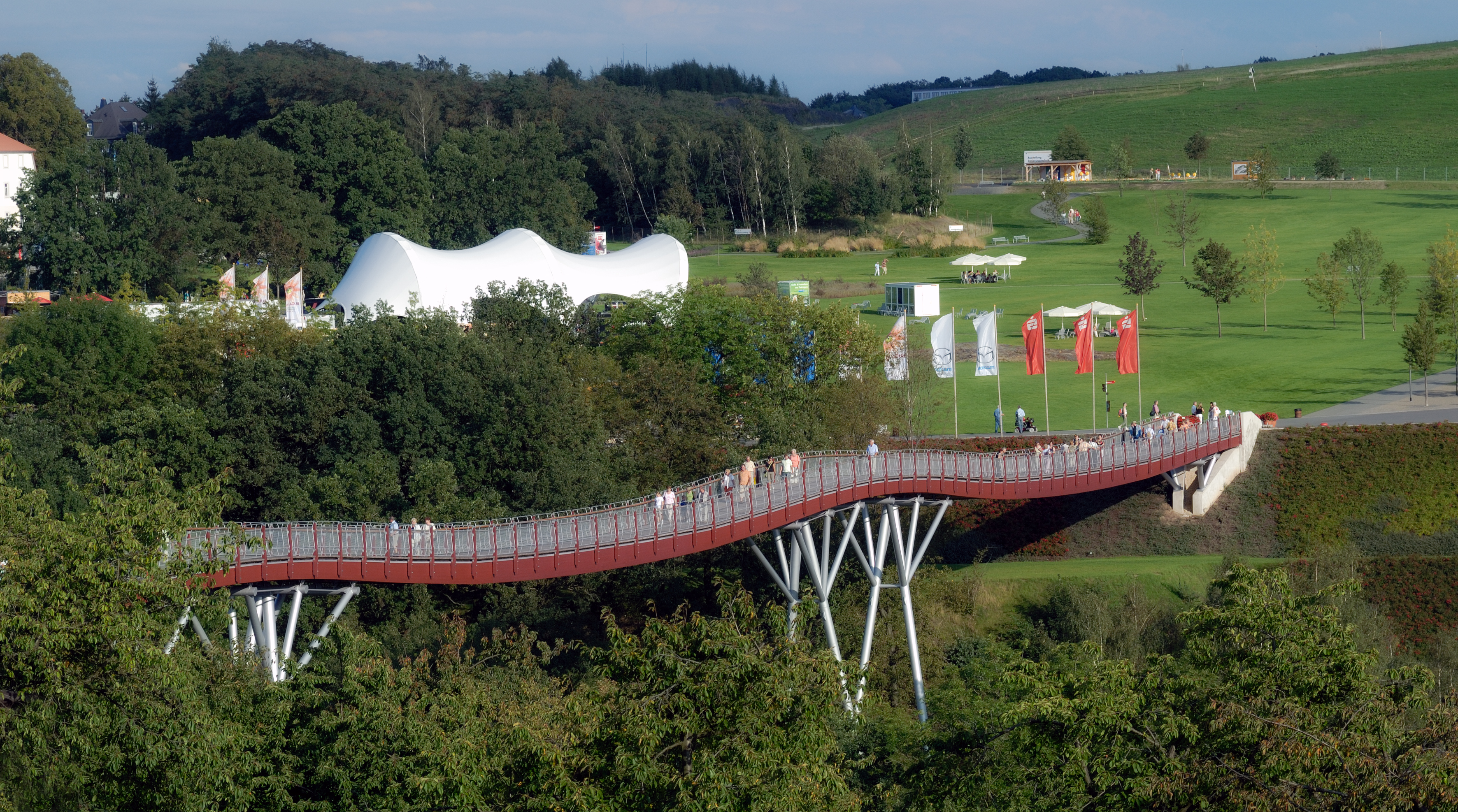
Die Neue Landschaft Ronneburg mit der Holzbrücke Drachenschwanz

Die Bundesgartenschau 2007 fand vom 27. April bis zum 14. Oktober 2007 in Gera sowie der 10 km östlich gelegenen Kleinstadt Ronneburg statt. Kern der Ausstellung waren einerseits die renaturierten Uranerzbergbau-Landschaften rund um Ronneburg, andererseits die Parkanlagen in der ehemals wohlhabenden Industrie- und Residenzstadt Gera.

## Planung und Vergabe
Im August 1993 wurde ein Thesenpapier zur Durchführung einer Landesgartenschau in Gera erarbeitet. Erste Planungen, die renaturierte Tagebaulandschaft um Ronneburg zur Durchführung einer Bundesgartenschau zu nutzen, entstanden 1995 im Zuge der Raumordnungspläne zur regionalen Förderung Ostthüringens.
Den Zuschlag für die Vorbereitung einer Bundesgartenschau (BUGA) erhielten die beiden Städte sowie der Landkreis Greiz – vertreten durch Oberbürgermeister Ralf Rauch und Landrätin Martina Schweinsburg – am 12. September 1997 auf der Bundesgartenschau in Gelsenkirchen. 1998 wurde ein Rahmenplan für die Schau erarbeitet und am 30. September ein Durchführungsvertrag und ein Gesellschaftsvertrag beider Städte mit dem Zentralverband Gartenbau, dem Organisator der Bundesgartenschauen, abgeschlossen. Dies bildete das vertragliche Grundgerüst für die Durchführung der BUGA in Thüringen.

## Eröffnungsfeier
Am 27. April 2007 fand im Geraer Stadion der Freundschaft die offizielle Eröffnung der Bundesgartenschau statt. Das etwa einstündige Showprogramm, das von Axel Bulthaupt moderiert wurde, beinhaltete Auftritte von Joana Zimmer, Frank Schöbel sowie von Tanzschulen, Kindergruppen und Chören aus Gera und Umgebung und von Bergbautraditionsvereinen aus ganz Deutschland. Kurz vor 12 Uhr wurde die Gartenschau von Bundespräsident Horst Köhler offiziell eröffnet. Die Eintrittskarten der Eröffnungsfeier wurden überwiegend an Käufer der BUGA-Dauerkarten abgegeben.

## Ausstellungsbereiche
Es gab zwei eingezäunte und eintrittspflichtige Ausstellungsbereiche, von denen sich einer in Gera und einer in Ronneburg befand.

### Hofwiesenpark

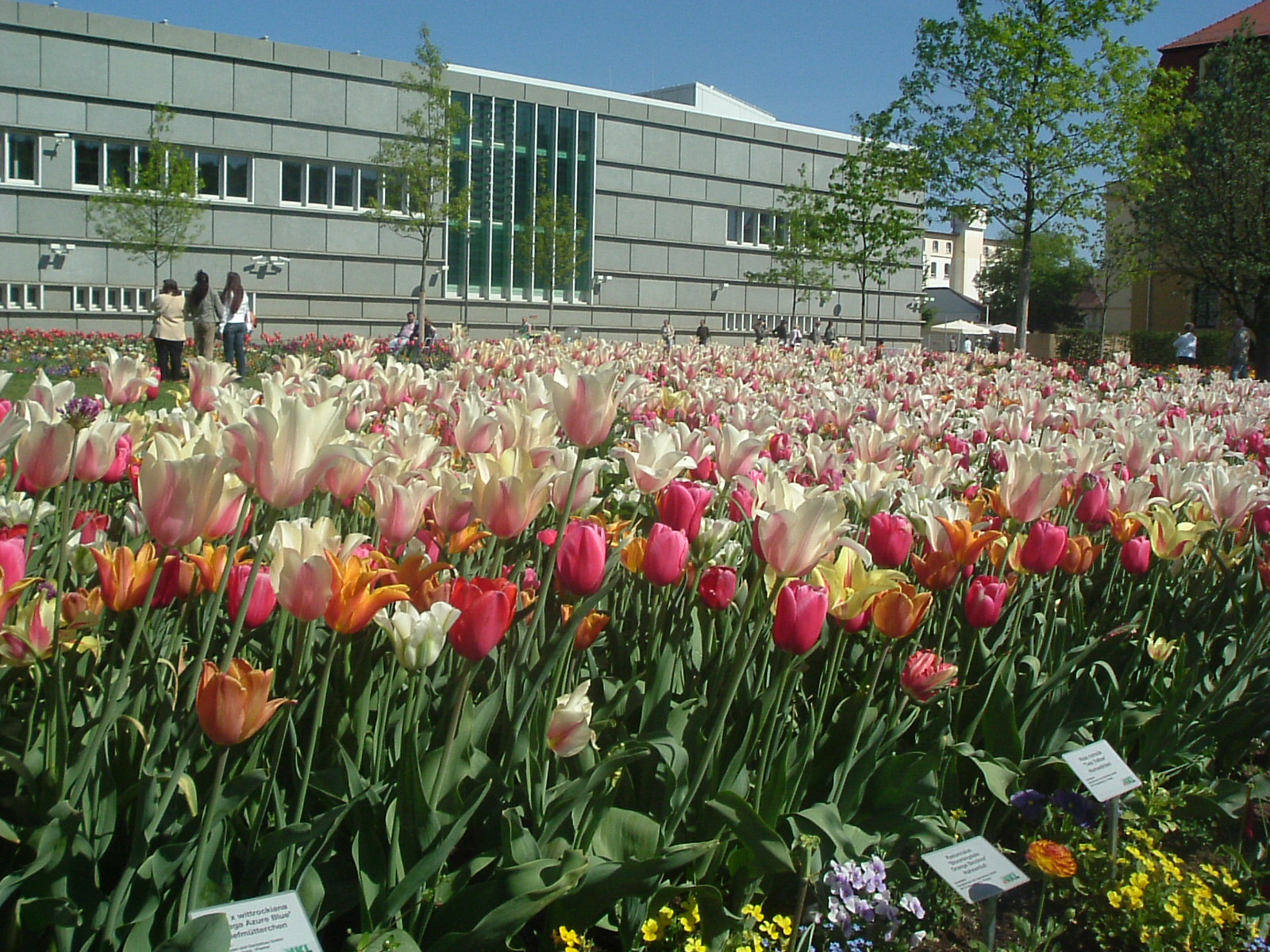
Tulpen prägten in den ersten Wochen der BUGA die Bepflanzung der Beete im Hofwiesenpark; hier im Hintergrund die ehem. Landeszentralbank

Der Hofwiesenpark befindet sich in Gera zwischen dem Stadtzentrum, dem Stadtteil Untermhaus und der Weißen Elster. Charakteristisch für den Park, der für die Bundesgartenschau komplett neu gestaltet wurde, ist die Gliederung in vier Ovale: das (außerhalb des umzäunten Parks gelegene) Hofwiesenbad, das Spieloval, das Stadion der Freundschaft sowie das Veranstaltungsoval mit der Hofwiesenbühne.
Am südlichen Ende des Hofwiesenparks wurde das traditionsreiche städtische Sommerbad ebenfalls ins Ausstellungsareal einbezogen. Die Becken wurden bepflanzt. An der Ostseite des Parks befand sich in einem ehemaligen Fabrikgebäude die Blumenhalle mit wöchentlich wechselnden Ausstellungen.
Zum Ausstellungsbereich Hofwiesenpark gehörten während der BUGA auch die am anderen Elsterufer gelegene Villa Jahr mit den Ausstellungsbereichen für Kleingärten und Grabgestaltung sowie das Hofgut unter dem ehemaligen Schloss Osterstein, wo gastronomische Einrichtungen sowie ein Berggarten untergebracht waren. Dieses Areal war mit dem eigentlichen Hofwiesenpark durch zwei Fußgängerbrücken verbunden: den neu errichteten Textimasteg sowie die Untermhäuser Brücke. Letztere wurde, da eine ursprünglich geplante Behelfsbrücke wegen Geld- und Zeitmangels nicht mehr gebaut werden konnte, für die Dauer der Schau durch einen höchst umstrittenen Zaun längs geteilt, so dass der Fluss nun an der Nordseite durch den öffentlichen Fußgängerverkehr, auf der Südseite durch die BUGA-Besucher überquert werden konnte.

### Neue Landschaft Ronneburg

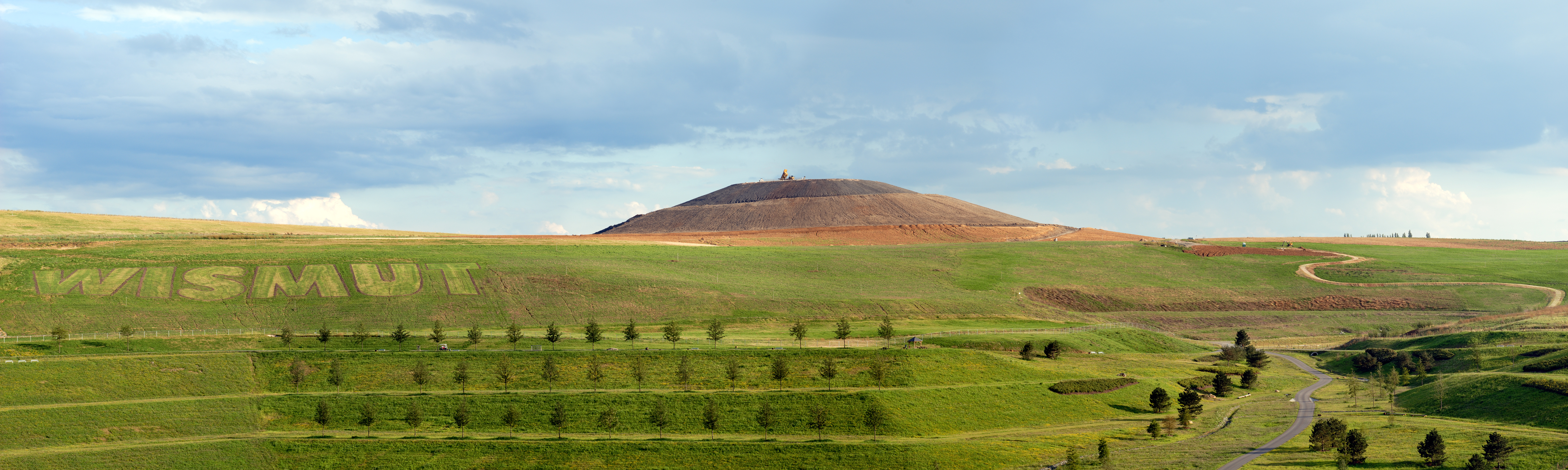
Blick über die Neue Landschaft Ronneburg auf die Schmirchauer Höhe, die an der Stelle des früheren Tagebaues entstand

Die Neue Landschaft Ronneburg ist ein völlig neu gestalteter Landschaftspark im ehemaligen Uranerzbergbaurevier Ronneburg der SDAG Wismut. Der Park wird durch das Gessental geteilt, das durch die 240 Meter lange Erlebnisbrücke Drachenschwanz überspannt wird, eine der längsten Holzbrücken Europas. Im Süden des Areals entstand der Ronneburger Balkon mit den Lichtenberger Kanten an Stelle eines ehemaligen Tagebaues.

## Verbindende Areale
Hofwiesenpark und Neue Landschaft werden durch einen fast nahtlos zusammenhängenden Gürtel von Grünanlagen miteinander verbunden, der sich vom Zentrum von Gera bis nach Ronneburg hinzieht.

### Küchengarten
Der Küchengarten befindet sich unmittelbar nördlich des Hofwiesenparkes. Im 17. Jahrhundert angelegt, ist er der älteste Park der Stadt. Anlässlich der Bundesgartenschau wurde er wieder in einen Barockgarten umgestaltet, während die den Park begrenzenden historischen Gebäude, die Orangerie und das Theater, umfassend restauriert und modernisiert wurden. Kontrovers diskutiert wurden dabei sowohl die Rodung zahlreicher Bäume und Hecken während der Parkumgestaltung als auch die Tatsache, dass kurz nach der Eröffnung der BUGA vier der fünf Parkeingänge für Besucher gesperrt wurden, um den Park vor Hunden und Radfahrern zu schützen. Aufgrund des öffentlichen Drucks wurde dies jedoch bald rückgängig gemacht, nur zwei Parkeingänge blieben während der BUGA weiter verschlossen.

### Ufer-Elster-Park
Der Ufer-Elster-Park ist ein mit Grünanlagen durchsetzter Gewerbepark auf dem Gelände des ehemaligen Rangierbahnhofes Gera-Süd. Auch die neue Geraer Rollschnelllaufbahn, die sich früher im Hofwiesenpark befand, hat nun hier ihren Platz gefunden.

### Gessental
Das Gessental ist das Tal des Gessenbaches, der auf der Gemarkung Kauern seinen Ursprung hat. Über den Pohlteich und anschließend den Teich an der ehem. Talmühle (Gastwirtschaft mit Gondelstation) floss er durch den ehemaligen Ort Gessen (Opfer des Haldenrutsches 1966). Im Gessental unweit der ehemaligen Löschenmühle mündet der Baderbach/Badergraben nordwestlich aus Ronneburg kommend in den Gessenbach. Südlich des Geraer Stadtzentrums nach dem der Gessenbach die Ortschaften Collis und Pforten passierte, mündet er in die Weiße Elster. Am westlichen Eingang des Gessentales, zwischen den Geraer Stadtteilen Pforten und Zwötzen, wurde ein ehemaliges Industriegelände als Eingang zum Gessental zu einer weitläufigen Parkanlage umgestaltet. Am östlichen, oberen Ende des Tals befindet sich die Neue Landschaft Ronneburg. Hier wird der östlichste Ausläufer des Tals durch den Drachenschwanz überspannt.

### Stadtpark Ronneburg
Der Ronneburger Stadtpark bildet mit dem Baderteich und dem Ronneburger Schloss das Zentrum der Kleinstadt.

## Offizielle Begleitprojekte
- Adern von Jena
- Haus Schulenburg, Villengarten

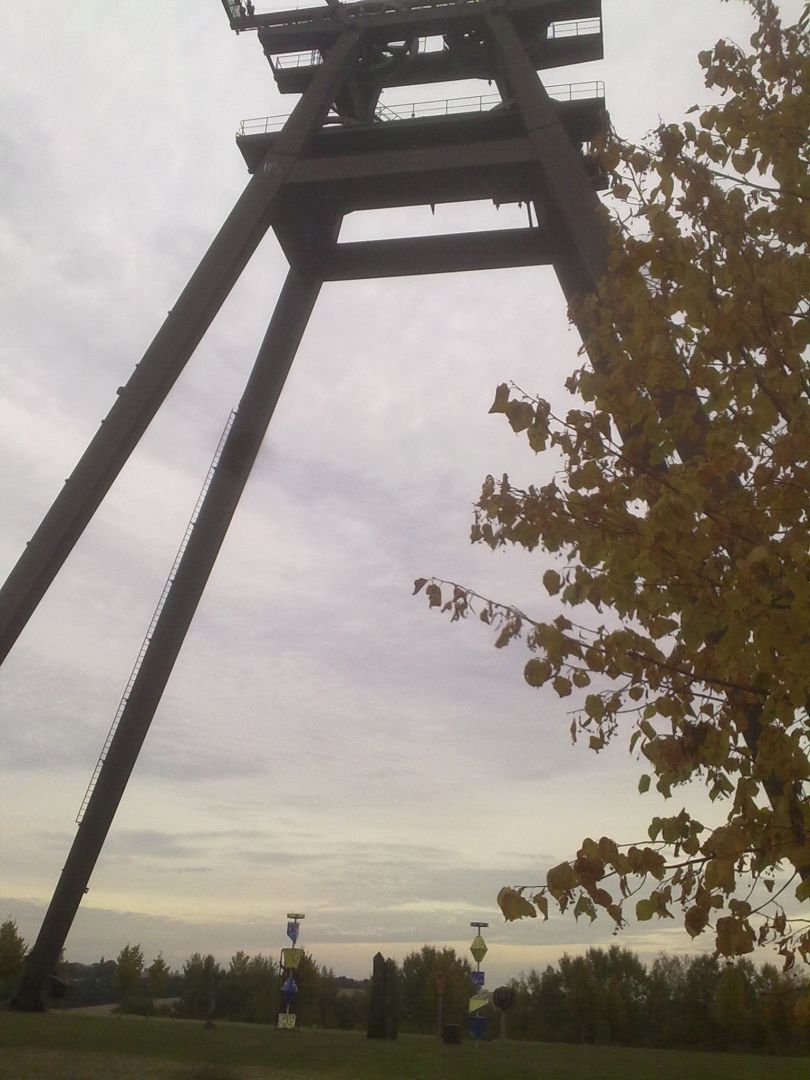
Resurrektion Aurora: Skulpturenpark unter dem Förderturm bei Löbichau (Begleitprojekt zur Buga 2007)

- Die Dahlie – Königin des Spätsommers und ihre Heimat Bad Köstritz
- Resurrektion Aurora – Die Wiederbelebung eines Areals
- Vielfalt Bauerngarten – vom Wettbewerb zur Bauerngartenroute
- Erlebnis Burg Garten Osterburg Weida
- Botanischer Garten am Museum für Naturkunde der Stadt Gera
- Wege in die Neue Landschaft
- Fürstlich Greizer Park
- Dahliengarten Stadt Gera
- Den Park in die Stadt holen, Künstlerischer Ideenwettbewerb[2]

## Veranstaltungen

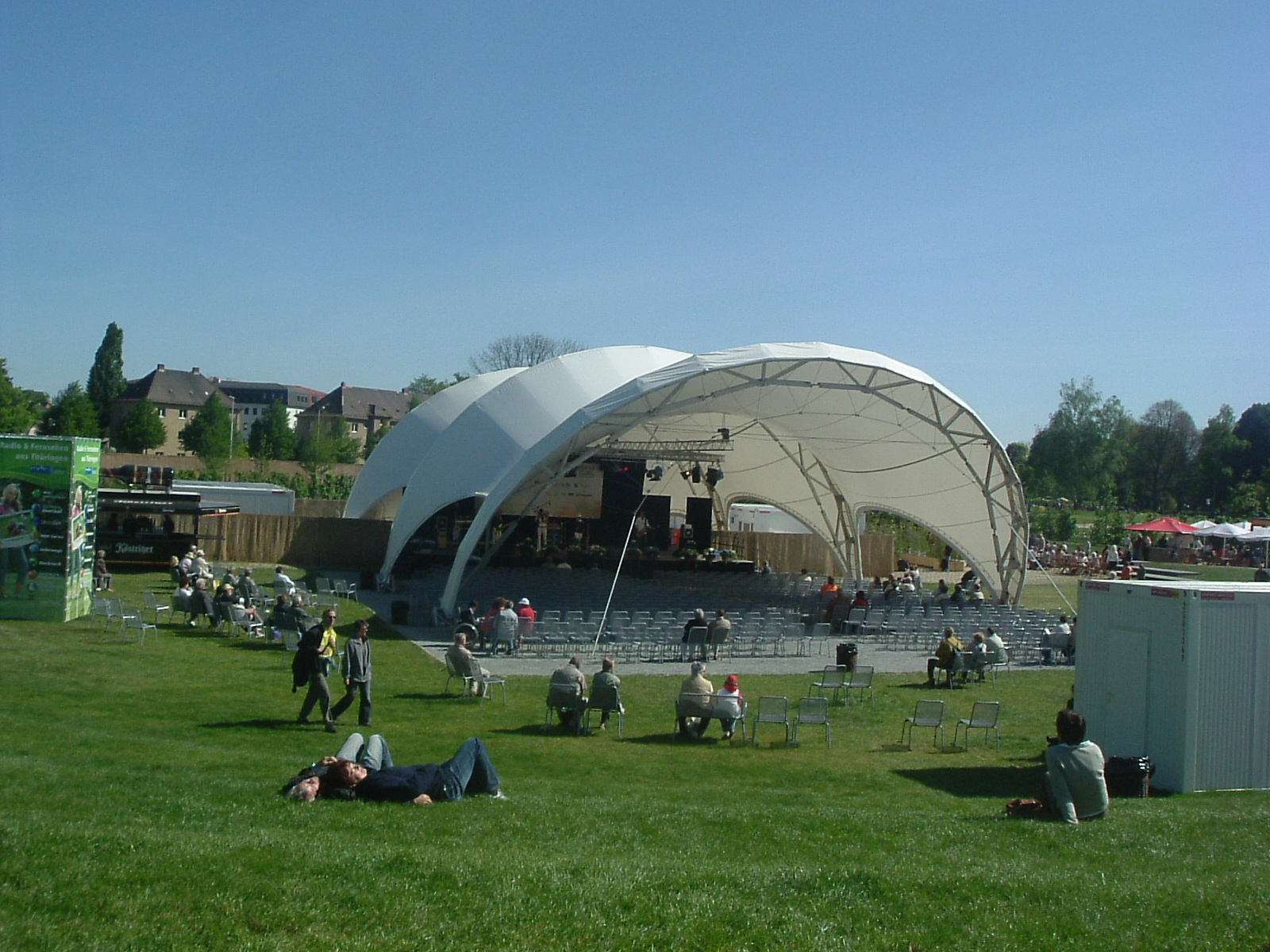
Die Veoliabühne im Hofwiesenpark

Sowohl die BUGA-Areale selbst als auch die Städte in ihrer Gesamtheit waren während der Gartenschau Gastgeber einer Vielzahl kultureller und sportlicher Veranstaltungen. Beide Ausstellungsbereiche beherbergten eine Freilichtbühne; Höhepunkte waren dort u. a. der Auftakt zur Deutschlandtournee der Prinzen am 5. Mai in Ronneburg oder die Aufführungen der Operette Wiener Blut am 30. Juni und 1. Juli auf der Hofwiesenbühne in Gera.
In Gera wurden regelmäßig stattfindende Veranstaltungen wie das Theaterfestival Alles Theater oder der Goldene Spatz ins Programm der Bundesgartenschau integriert. Die Geraer Kunstgalerie in der Orangerie wurde am 24. Juni mit der Ausstellung Un-Verblümt (bis 23. September) wiedereröffnet, die sich mit floralen Motiven im Werk von Otto Dix beschäftigte und so gezielt einen Bezug zur Bundesgartenschau herzustellen versuchte. Am 4. und 5. Mai fand in der Geraer Panndorfhalle, in unmittelbarer Nachbarschaft zum Hofwiesenpark, zudem eine Tanzsportweltmeisterschaft der Professionals statt.

## Veränderungen im Stadtbild
Neben dem Bau und der Umgestaltung der unmittelbar zur Bundesgartenschau gehörigen Anlagen wurden auch die Städte Gera und Ronneburg selbst in vielerlei Hinsicht umgestaltet. Im Vordergrund steht hierbei natürlich die Tagebausanierung in Ronneburg; siehe hierzu die Artikel Ronneburg und Neue Landschaft Ronneburg.

### Verkehr und Infrastruktur
Am 4. November 2006 wurde die neue Stadtbahnlinie 1 der Geraer Straßenbahn feierlich eröffnet. Sie verbindet das Stadtzentrum mit den Stadtteilen Untermhaus und Zwötzen und bildet somit eine direkte Verbindung zwischen dem Hofwiesenpark und dem Eingang zum Gessental. Hauptbahnhof und Südbahnhof wurden modernisiert und erhielten direkte Umsteigemöglichkeiten zum Straßenbahnnetz.
Im Frühjahr 2007 wurde die neue Ostumfahrung Geras in Betrieb genommen. Die durch das Stadtgebiet führende Bundesstraße B 2 wurde somit entlastet. Damit verbunden war auch der Bau einer neuen Abfahrt der Autobahn A 4, dem so genannten Geraer Kreuz.
Im Stadtzentrum selbst wurde die B 2 ebenfalls neu gebaut. Die bisherige Trassenführung, die sich auf dem Areal des neuen Hofwiesenparkes befand, wurde zurückgebaut und durch die weiter östlich verlaufende, vierspurige Gebrüder-Häußler-Straße ersetzt.

### Begrünung
Außer der Neugestaltung der Parkanlagen wurde der Bundesgartenschau auch an zahlreichen kleineren Orten der Stadt Rechnung getragen, indem Blumenbeete u. ä. angelegt wurden. Bereits 2005 hatte die Stadt Gera eine Goldmedaille im Wettbewerb Unsere Stadt blüht auf errungen. Zur BUGA entstand zum Beispiel ein aus Blumenbeeten zusammengesetzter Stadtplan Geras auf einer großen Freifläche im Zentrum. In der Bielitzstraße unweit des Hauptbahnhofes wurde kurzerhand ein seit mehreren Jahren nicht mehr betriebener Springbrunnen zu einem Blumenbeet umgestaltet.

## Logos und Symbole

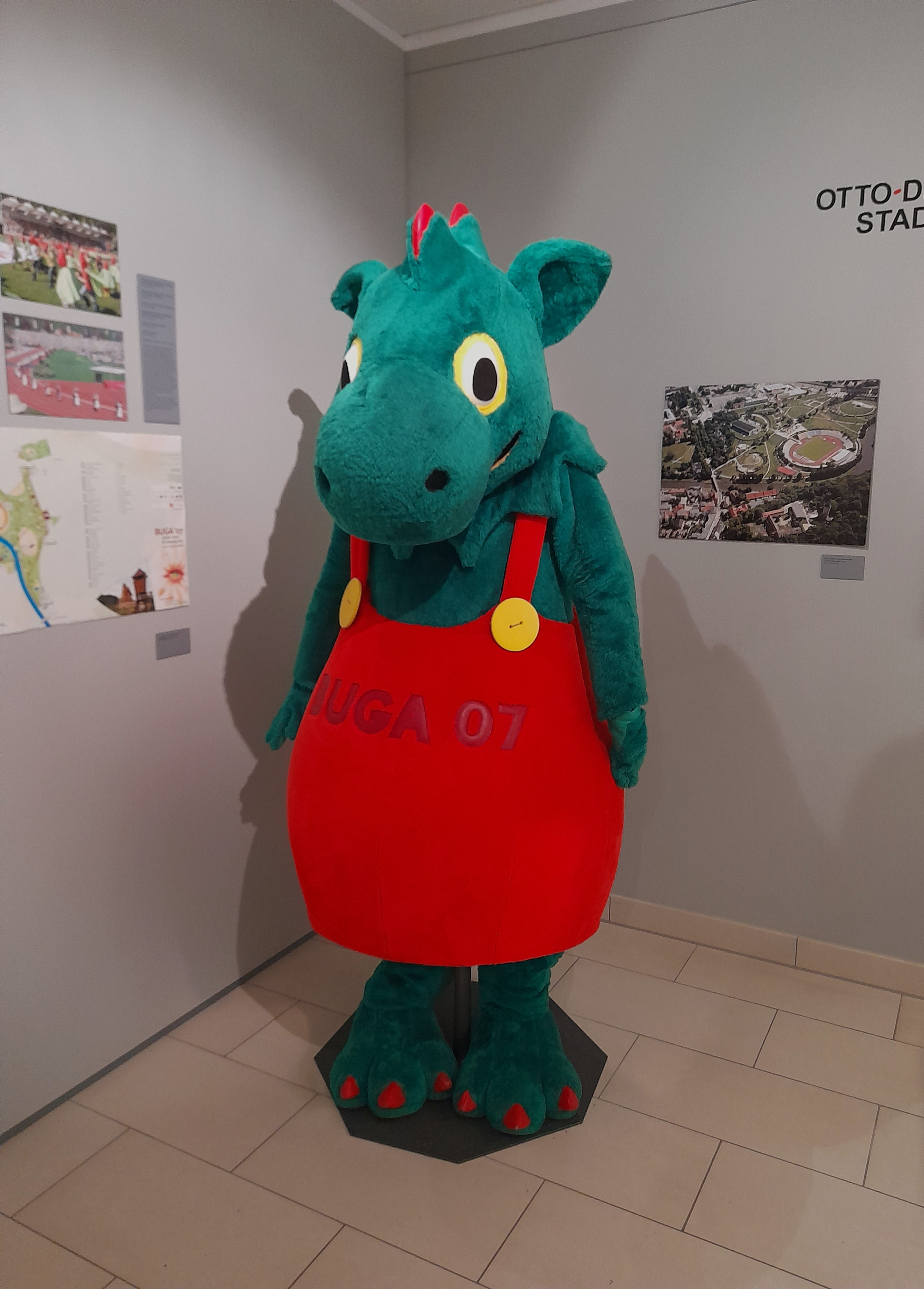
Drache Bugalou im Stadtmuseum Gera

- Das offizielle BUGA-Logo zeigte zwei stilisierte Blätter. Häufig (auf Plakaten etc.) wird auch ein Signet verwendet, das ein von Blütenblättern umgebenes Auge darstellt. Dieses war auf den meisten Merchandising-Artikeln zu sehen.
- Das offizielle Maskottchen der Bundesgartenschau 2007 ist der Drache Bugalou. Er wurde auch in Form von Plüschtieren, Schlüsselanhängern, Spardosen usw. verkauft.
- Im Dezember 2006 wurde die 27-jährige Betriebswirtin Simone Hartung zur offiziellen BUGA-Königin ernannt.[3]

## Organisatorisches

### Organisation und Finanzierung
Ausrichter der Bundesgartenschau 2007 waren der Zentralverband Gartenbau e. V., die Städte Gera und Ronneburg sowie der Landkreis Greiz. Das Gesamtfinanzierungsvolumen betrug 146,1 Millionen Euro, von denen 86,4 Millionen durch Fördermittel des Freistaates Thüringen erbracht wurden; der Eigenanteil der beteiligten Kommunen betrug 34,9 Millionen. Finanzielle Förderung erfuhr die Schau auch durch eine Reihe von Unternehmen, darunter die Sparkasse Gera-Greiz und Langnese-Speiseeis als Premium-sponsoren.
Zudem existiert ein eigener BUGA-Förderverein.

### Tickets
Es wurden Tageskarten, Zweitageskarten sowie Dauerkarten angeboten.
Die Tageskarten für die Bundesgartenschau galten nur für jeweils einen Besuch in Hofwiesenpark und Neuer Landschaft innerhalb eines Kalendertages. Ein Wiedereintritt in einen der einmal verlassenen Parks war nicht möglich. Diese Tatsache wurde in den regionalen Medien heftig diskutiert, da es oft nicht möglich sei, z. B. den Hofwiesenpark in einem Stück zu erfassen. Von den Veranstaltern der BUGA wurde ein Verlassen und Wiederbetreten eines der Parks in triftigen Ausnahmefällen gewährt.

### Busshuttle
Zwischen den Ausstellungsbereichen Hofwiesenpark und Neue Landschaft Ronneburg sowie dem Zentralparkplatz am Flugplatz Gera-Leumnitz bestand während der BUGA ein Busshuttle, der vom GVB sowie von privaten Fuhrunternehmen betrieben wurde. Der Fahrpreis war im BUGA-Eintrittspreis inbegriffen.

## Fazit
Die Bundesgartenschau wurde insgesamt von 1.492.733 Besuchern gesehen, die ursprünglich angestrebte Zahl von 1,5 Millionen wurde damit sehr knapp verfehlt. Für den bisher kaum bedeutenden Tourismus in der Region brachte die BUGA zumindest vorübergehend einen nennenswerten Aufschwung: Die Zahl der Übernachtungen in Gera lag von Januar bis Juli 2007 um 57 Prozent über der des Vorjahreszeitraums, im Juli 2007 war sogar ein Anstieg von 109 Prozent festzustellen.